# Ромаші
Ромаші́ (рос. Ромаши) — присілок у складі Афанасьєвського району Кіровської області, Росія. Входить до складу Пашинського сільського поселення.
Населення становить 143 особи (2010, 199 у 2002).
Національний склад станом на 2002 рік — росіяни 100 %.